# El Pájaro (Herrera)
El Pájaro es un corregimiento del distrito de Pesé en la provincia de Herrera, República de Panamá. La población tiene 861 habitantes (2010).